# Vaidotas Pridotkas
Vaidotas Pridotkas (Vilnius, 6 aprile 1984) è un ex cestista lituano.

## Carriera
Dal 2012 al 2013 ha militato in Pro B nell'Étoile de Charleville-Mézières. 
Con la Lituania under 21 ha vinto l'oro ai Mondiali di categoria del 2005.